# 교사형
《교사형》(絞死刑: Koshikei, Death By Hanging)은 일본에서 제작된 오시마 나기사 감독의 1968년 영화이다. 아다치 마사오 등이 주연으로 출연하였다.

## 출연

### 주연
- 아다치 마사오
- 이시도 토시로
- 코마츠 호세이
- 코야마 아키코
- 오시마 나기사
- 사토 케이
- 와타나베 후미오

## 기타
- 미술: 토다 주쇼

## 같이 보기
- 일본의 사형제